# متنزه ميرسين المائي
متنزه ميرسين المائي هو حديقة مائية في مرسين بتركيا.

## الجغرافيا
يقع المنتزه المائي إلى الغرب من منتزه أتاتورك وحاجز الأمواج الغربي لميناء مرسين. يوجد نهر إفرنك إلى الغرب
```
من المنتزه وساحل البحر الأبيض المتوسط إلى الجنوب منه.
```

## التاريخ
تم إنشاء المنتزه المائي من قبل بلدية مرسين بتكلفة إجمالية تبلغ 35 مليون ليرة تركية. لكن في عام 2012 رفع مواطن من مرسين دعوى قضائية مدعيًا أن المؤسسة لا تحترم اللوائح الساحلية ذات الصلة التي تعطي أولوية الاستخدام الساحل للجمهور. وقضت المحكمة بوجوب إزالة المنشأة. ولكن بلدية المدينة طعنت في القرار.

## تفاصيل
يوجد في الحديقة المائية التي تبلغ مساحتها 50 فدانًا حوض سباحة بالحجم الأولمبي ومسبحين للأطفال وأبراج غوص وخمس زلاقات مائية بارتفاعات مختلفة وحلبة للتزلج. هناك أيضا المقاهي والمطاعم.